# Jarno Müller
Jarno Müller (Limbach-Oberfrohna, 6 gennaio 1979) è un pilota motociclistico tedesco.

## Carriera
Le sue prime presenze nella competizioni internazionali di motociclismo si registrano al campionato Europeo Velocità che ha disputato nella classe 125 negli anni 1999 e 2000, classificandosi rispettivamente al 12º e 8º posto.
Per quanto riguarda le gare del motomondiale, ha esordito nel 1999, nella classe 125 con una Honda (con la quale correrà sempre e sempre nella stessa classe), usufruendo di una wild card in occasione del GP di Germania; non porterà però a termine la gara.
La situazione si ripete l'anno successivo, ma in questa seconda occasione termina il gran premio in 14ª posizione e, grazie ai 2 punti ottenuti, si piazza al 32º posto nella classifica generale. Nel motomondiale 2001 ha la possibilità di gareggiare per parte della stagione e raggiunge il 25º posto nella classifica finale dell'anno; nelle stagioni 2002 e 2003 fa invece solo sporadiche apparizioni nei gran premi e non ottiene punti.

## Risultati nel motomondiale
| 1999 | Classe | Moto  |  |  |  |  |  |  |  |  |     |  |  |  |  |  |  |  | Punti | Pos. |
| ---- | ------ | ----- |  |  |  |  |  |  |  |  | --- |  |  |  |  |  |  |  | ----- | ---- |
| 1999 | 125    | Honda |  |  |  |  |  |  |  |  | Rit |  |  |  |  |  |  |  | 0     |      |

| 2000 | Classe | Moto  |  |  |  |  |  |  |  |  |  |    |  |  |  |  |  |  | Punti | Pos. |
| ---- | ------ | ----- |  |  |  |  |  |  |  |  |  | -- |  |  |  |  |  |  | ----- | ---- |
| 2000 | 125    | Honda |  |  |  |  |  |  |  |  |  | 14 |  |  |  |  |  |  | 2     | 29º  |

| 2001 | Classe | Moto  |    |    |    |    |   |    |    |    |    |  |  |  |    |    |    |    | Punti | Pos. |
| ---- | ------ | ----- | -- | -- | -- | -- | - | -- | -- | -- | -- |  |  |  | -- | -- | -- | -- | ----- | ---- |
| 2001 | 125    | Honda | 24 | 23 | 18 | 19 | 9 | 15 | 10 | NP | NQ |  |  |  | 19 | 25 | 21 | 12 | 18    | 25º  |

| 2002 | Classe | Moto  |     |    |    |  |  |  |  |  |  |  |  |  |  |  |  |  | Punti | Pos. |
| ---- | ------ | ----- | --- | -- | -- |  |  |  |  |  |  |  |  |  |  |  |  |  | ----- | ---- |
| 2002 | 125    | Honda | Rit | 19 | 26 |  |  |  |  |  |  |  |  |  |  |  |  |  | 0     |      |

| 2003 | Classe | Moto  |  |  |  |  |  |  |  |  |     |  |  |  |  |  |  |  | Punti | Pos. |
| ---- | ------ | ----- |  |  |  |  |  |  |  |  | --- |  |  |  |  |  |  |  | ----- | ---- |
| 2003 | 125    | Honda |  |  |  |  |  |  |  |  | Rit |  |  |  |  |  |  |  | 0     |      |

| Legenda | 1º posto        | 2º posto            | 3º posto            | A punti      | Senza punti        | Grassetto – Pole position Corsivo – Giro più veloce |
| Legenda | Gara non valida | Non qual./Non part. | Ritirato/Non class. | Squalificato | '-' Dato non disp. | Grassetto – Pole position Corsivo – Giro più veloce |